# Phuwiangosaurus
Phuwiangosaurus – rodzaj zauropoda z grupy Titanosauriformes żyjącego we wczesnej kredzie na terenach współczesnej Azji. Został opisany w 1994 roku przez Valérie Martin i współpracowników w oparciu o niekompletny szkielet pozaczaszkowy odkryty w dolnokredowej formacji Sao Khua w Phu Wiang w północno-wschodniej Tajlandii. Holotyp jest kompletny w zaledwie 10%, jednak w 1993 roku na tym samym stanowisku odnaleziono dwa kolejne kręgi, które prawdopodobnie należą do tego samego osobnika, co holotyp. W innych lokalizacjach w formacji Sao Khua odkryto wiele innych szczątków Phuwiangosaurus, w tym m.in. bardzo dobrze zachowany, kompletny w około 60% szkielet osobnika młodocianego obejmujący również szczątki czaszki, niewystępujące u holotypu.
Liczne odkryte skamieniałości pozwoliły na zrekonstruowanie schematu wzrostu Phuwiangosaurus. Analizy histologiczne kości długich sugerują, że młode zauropody rosły bardzo szybko do osiągnięcia 1/4 lub 1/3 maksymalnych rozmiarów. Później tempo wzrostu spadało, jednak wciąż było stosunkowo wysokie do momentu osiągnięcia dojrzałości płciowej. Ustalenie, kiedy zwierzę dojrzewało płciowo, nie jest możliwe, gdyż ślady wzrostu występują jedynie w korze zewnętrznej. Na podstawie analiz histologicznych przeprowadzonych na innych zauropodach szacuje się, że następowało to pomiędzy 10. a 15. rokiem życia lub jeszcze wcześniej. Dojrzałe płciowo osobniki wciąż rosły – szacowana maksymalna długość kości udowej wynosi około 140 cm. Hipotezę tę wspiera fakt, że największa z przebadanych kości mierzyła 110 cm długości i nie wykazuje śladów zatrzymania wzrostu, co sugeruje, że należała do osobnika, który nie osiągnął maksymalnych rozmiarów. Dorosły Phuwiangosaurus był średniej wielkości zauropodem – prawdopodobnie mierzył około 15–20 m długości.
Wielu autorów uznawało Phuwiangosaurus za bazalnego tytanozaura bardziej zaawansowanego niż brachiozaur, lecz mniej niż malawizaur. Pod względem morfologii czaszki i zębów Phuwiangosaurus jest podobny do nemegtozaura, dlatego sugerowano jego przynależność do rodziny Nemegtosauridae. Jedyna przeprowadzona dotąd analiza kladystyczna uwzględniająca nowy materiał kopalny Phuwiangosaurus sugeruje jednak, że rodzaj ten jest bazalnym przedstawicielem kladu Titanosauriformes.